# Вілліан Пачеко
Вілліан Силва Кошта Пачеко або просто Вілліан Пачеко (порт.-браз. Willian Silva Costa Pacheco; нар. 28 березня 1992, Сан-Паулу, Бразилія) — бразильський футболіст, Захисник індонезійського клубу «Персіджа».

## Клубна кар'єра
Футбольну кар'єру розпочав у 2009 році в складі бразильського «Корінтіанса», кольори якого захищав до 2011 року. За цей час зіграв 4 поєдинки в складі першої команди. У 2011 році приєднався до «Ботафого», в складі якого виступав до 2012 році й провів 15 поєдинків.
У 2012 році виїхав до Бельгії, де підписав контракт з місцевим «Шарлеруа». У бельгійському клубі основним гравцем не був, і зігравши 8 матчів повернувся до Бразилії. На батьківщині з 2013 по 2016 роки виступав у «Ріу-Бранку».
У 2016 році перейшов до індонезійського клубу «Персіджа». У складі команди з Джакарти дебютував у поєдинку 1-го туру Вищого дивізіону індонезійського чемпіонату проти «Персипури».

## Кар'єра в збірній
У 2011 році отримав виклик до складу молодіжної збірної Бразилії U-20.